# Kidazqeni-Gletscher
Der Kidazqeni-Gletscher oder K’idazq’eni-Gletscher ist ein etwa 8 km langer Talgletscher in den Tordrillo Mountains im äußersten Südwesten der Alaskakette in Alaska (USA). Der Gletschername stammt aus der Sprache der Dena'ina.

## Geografie
Der Kidazqeni-Gletscher befindet sich an der Südostflanke des Mount Spurr. Westlich des Gletschers befindet sich der Crater Peak, ein vulkanischer Nebengipfel des Mount Spurr. Das Nährgebiet liegt auf einer Höhe von ungefähr 2500 m. Der Gletscher strömt in überwiegend südöstlicher Richtung. Er reicht bis auf eine Höhe von etwa 640 m hinab und erreicht im unteren Bereich eine Breite von 2 km. Auf seinem Mittelstück wird er durch einen Felskamm in zwei 500–600 m breite Teilgletscher aufgespalten. Der 3 km lange untere Gletscherbereich, unterhalb des Felskamms gelegen, hat sich in den letzten Jahren zu einer Moräne verwandelt. Unterhalb des Gletschers fließt der Chakachatna River nach Osten und nimmt dabei das Schmelzwasser des Gletschers auf.